# Xavier Tolsa

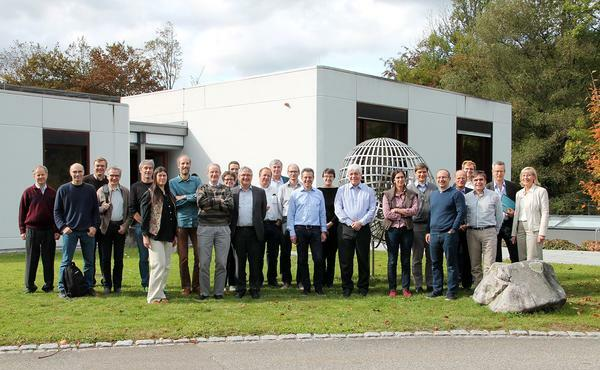
Beim Treffen der Wissenschaftlichen Kommission der GMF, 2016 (2. von links)

Xavier Tolsa (* 1966) ist ein katalanischer Mathematiker, der sich mit Analysis beschäftigt.
Tolsa ist Professor an der Universität Barcelona und am Institució Catalana de Recerca i Estudis Avançats (ICREA), dem katalanischen Institut für fortgeschrittene wissenschaftliche Studien.
Tolsa befasst sich mit harmonischer Analysis (Calderon-Zygmund-Theorie) und komplexer Analysis, geometrischer Maßtheorie, Potentialtheorie. Speziell befasste er sich mit dem Konzept der analytischen Kapazität von Lars Ahlfors, die eine Obstruktion dafür ist, dass eine kompakte Menge in der komplexen Ebene „entfernbar“ ist. Er löste das Problem von A. G. Vitushkin (1967, Russian Math.Surveys) über die Semi-Additivität der analytischen Kapazität. Damit konnte er auch das noch ältere Problem von Paul Painlevé zur geometrischen Charakterisierung entfernbarer Mengen lösen, was ihm mit dem von Mark Melnikov 1995 eingeführten Konzept sogenannter Krümmungen von Maßen gelang. Wichtig in den Beweisen sind Abschätzungen von Cauchy-Transformationen.
2002 erhielt er den Salem-Preis. Er war Invited Speaker auf dem ICM 2006 in Madrid (Analytic capacity, rectifiability, and the Cauchy integral). 2004 erhielt er den EMS-Preis und war Invited Lecturer auf dem ECM 2004 (Painleve's problem, analytic capacity and curvature of measures). 2013 erhielt er den Ferran-Sunyer-i-Balaguer-Preis für seine Monographie Analytic capacity, the Cauchy Transform, and non-homogeneous Calderón-Zygmund theory, die im Birkhäuser Verlag erscheinen soll.

## Schriften
- Principal values of the Cauchy Integral and rectifiability. Proc. AMS, Bd. 128, 2000, S. 2111
- Painleve´s problem and semiadditivity of analytic capacity. Acta Mathematica, Bd. 190, 2003, S. 105–149